# مارتین دل کمپو
مارتین دل کمپو (انگلیسی: Martín del Campo؛ زادهٔ ۲۴ مهٔ ۱۹۷۵) بازیکن فوتبال اهل اروگوئه است.
از باشگاه‌هایی که در آن بازی کرده‌است می‌توان به ریور پلاته، باشگاه فوتبال مونته‌ویدئو واندررز، باشگاه فوتبال ناسیونال اروگوئه و تیم ملی فوتبال اروگوئه اشاره کرد.
وی همچنین در تیم ملی فوتبال Uruguay بازی کرده‌است.